# Аэрофинишёр

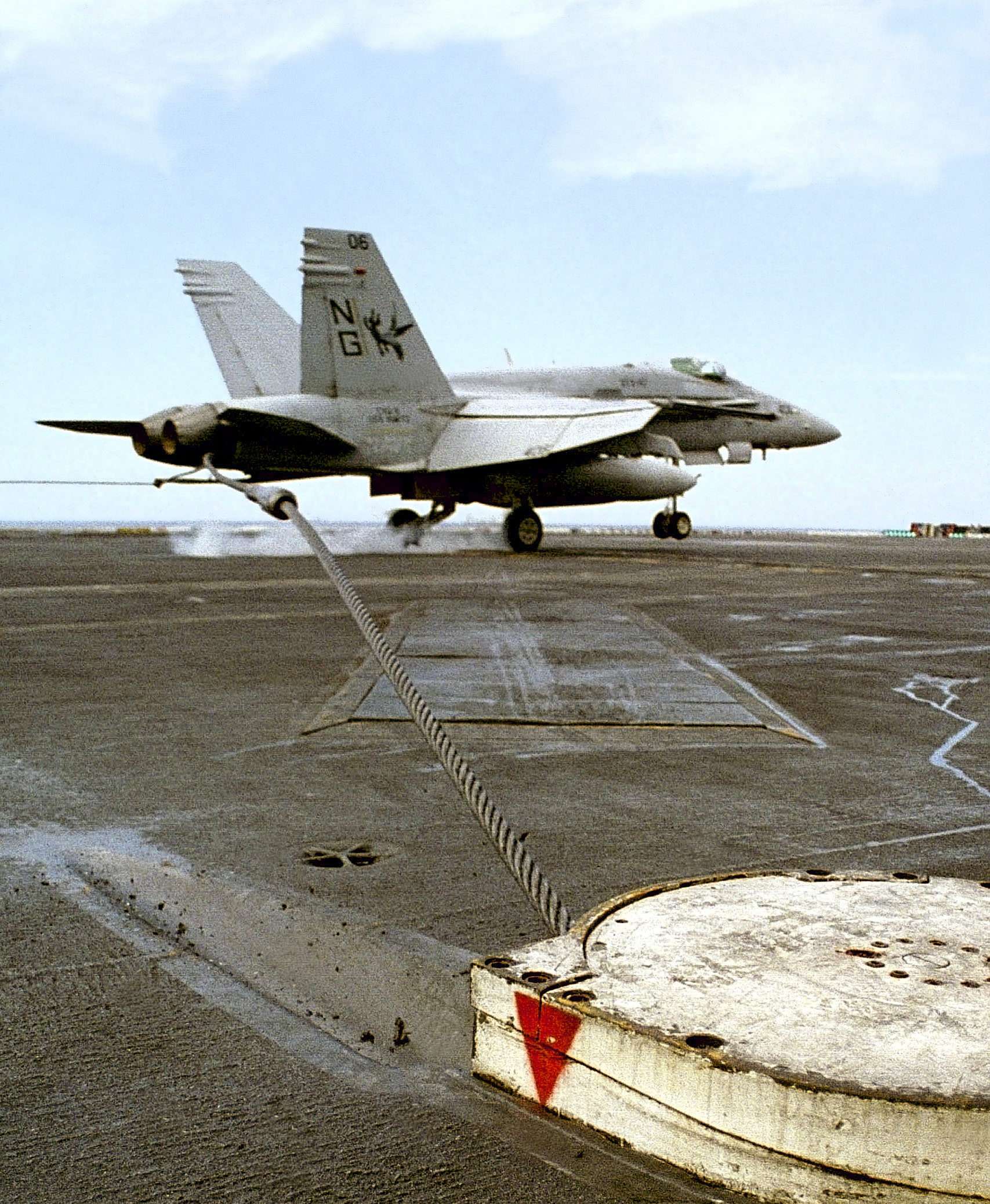
Самолёт F/A-18 Hornet после посадки на авианосец (на фото видно, что трос натянут)

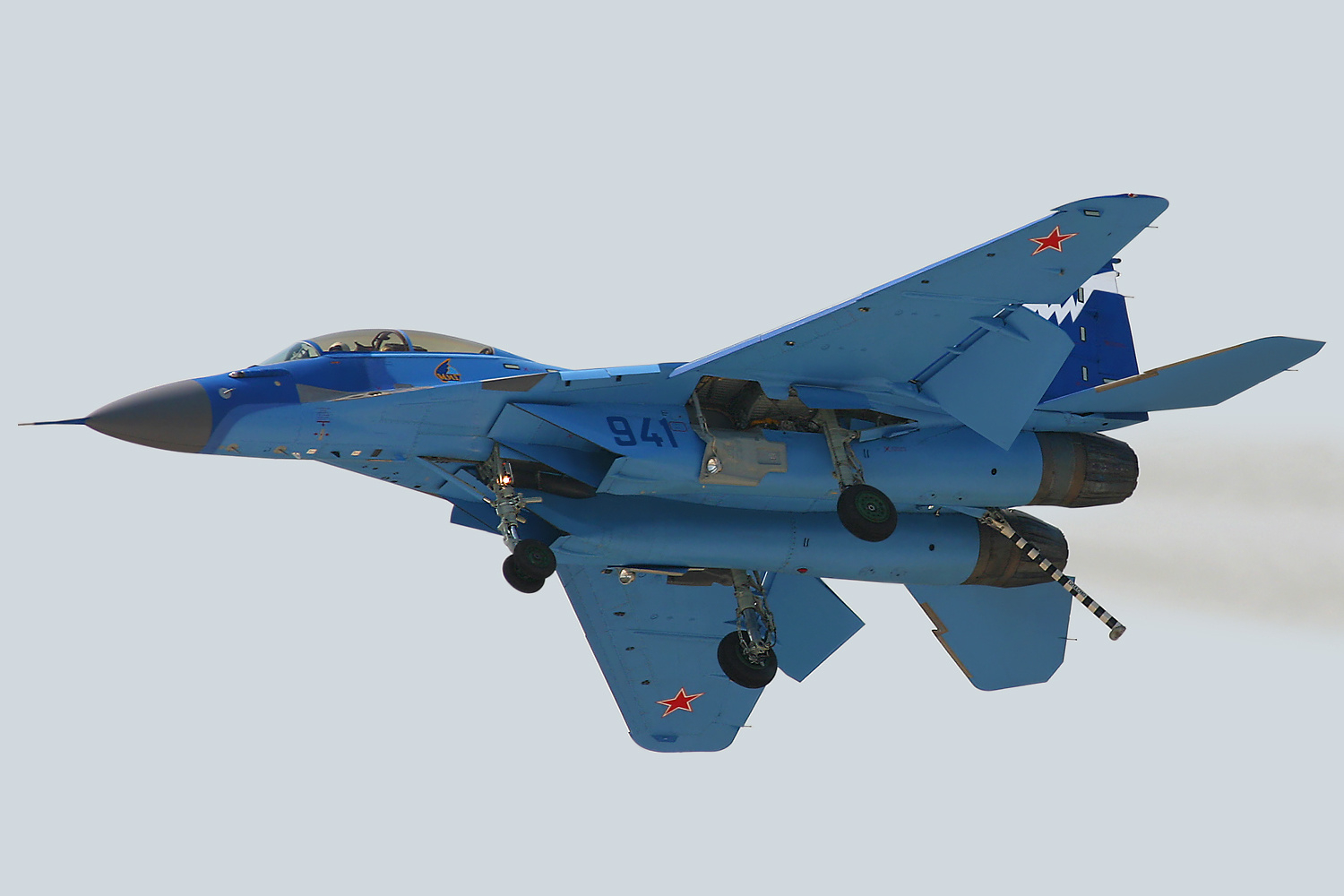
Истребитель МиГ-29К с выпущенным гаком

Аэрофинишёр — устройство для торможения самолётов, состоящее из стального троса, натянутого поперёк посадочной полосы (как правило, палубы авианосца), концы которого намотаны на тормозные барабаны, снабжённые гидравлическими тормозами, рассеивающими кинетическую энергию садящегося самолёта для уменьшения пробега при посадке на полосу ограниченной длины (в пределах полётной палубы авианосца).
Самолёт при посадке с аэрофинишёром зацепляется за трос подфюзеляжным крюком — «тормозным гаком», опускаемым перед посадкой вниз под углом от обшивки хвостовой части фюзеляжа. Из-за использования гака в конструкции самолёта аэрофинишёр не универсален и может быть применён только для торможения специально спроектированных или доработанных самолётов.
Существуют наземные тренажёры посадки на корабль с использованием аэрофинишёров — в российских ВВС это комплекс «НИТКА». Иногда аэрофинишёр  используют и при посадке на короткие ВПП.
Существуют также аэродромные тормозные установки (АТУ), служащие для предотвращения выкатывания самолёта за ВПП при аварийной посадке или прерванном взлёте. Установки серии АТУ-2М, АТУ-2МЛ, 2АТУ-2МЛ используют принцип охвата крыла самолёта улавливающей сетью из капроновых лент, что минимизирует повреждения конструкции самолёта, а также делает эти установки более универсальными по сравнению с аэрофинишёрами (не требуется дорабатывать самолёты, устанавливая на них посадочные гаки).
Такой способ улавливания может применяться лишь для самолётов лёгкого и среднего класса. Эти установки длительное время производились серийно. Для тяжёлых самолётов была разработана установка АТУ-3, использующая другой принцип — подброс растянутого поперёк ВПП тормозного троса с расчётом охвата им основных стоек шасси. Подброс происходит после прохождения троса носовой стойкой шасси в точно подобранный с учётом скорости самолёта момент времени.
АТУ-3 была изготовлена в единственном (опытном) экземпляре и смонтирована на авиабазе с. Новофёдоровка (Крым), где успешно прошла испытания, однако серийно не производилась. Существуют также эскизные проекты АТУ, в которых первый (стартовый) трос цепляется носовой стойкой шасси аварийного самолета и поднимает над поверхностью ВПП основной трос, который захватывает задние стойки шасси и разматывается с заданным усилием торможения. Представляется очевидным, что широкое применение таких установок может повысить безопасность полётов.